# مدل‌سازی پراکنش گونه

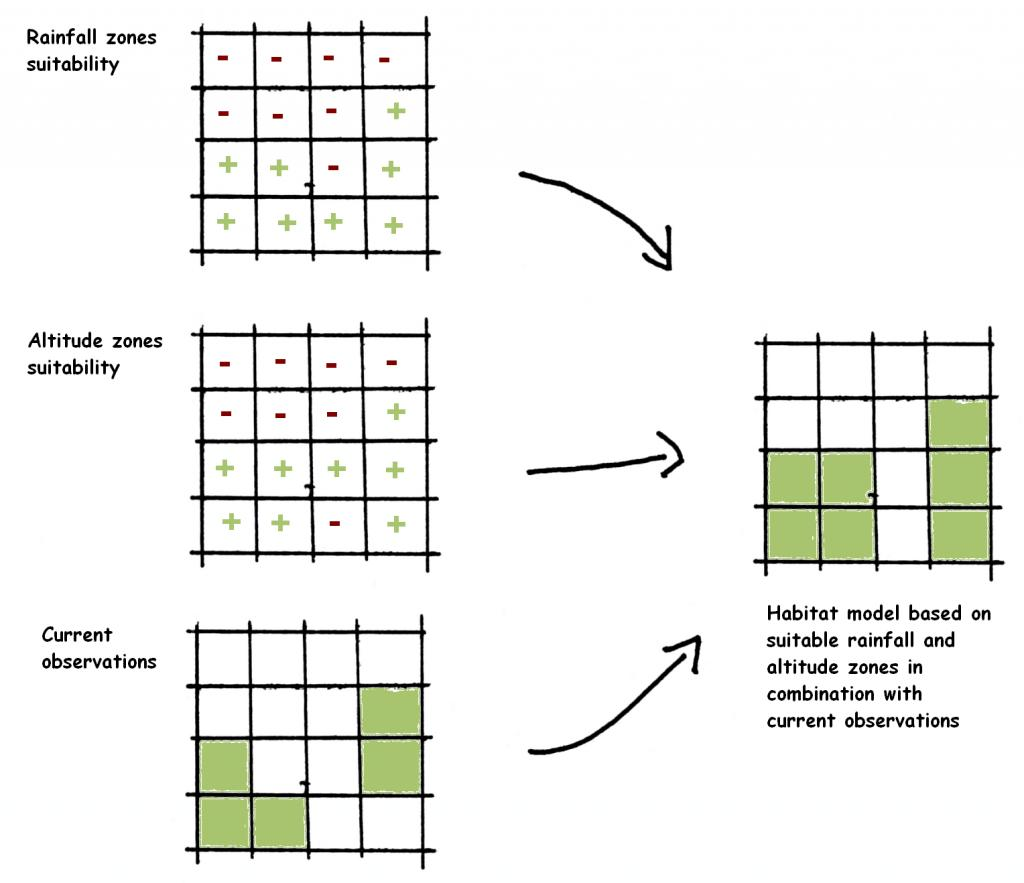
نمونه‌ای از مدل‌سازی پراکندگی گونه‌های همبستگی ساده با استفاده از بارش، ارتفاع و مشاهده گونه‌های فعلی برای ایجاد مدلی از وجود احتمالی برای یک گونه خاص.

مدل‌سازی پراکنش گونه‌ها (به انگلیسی: Species distribution modelling (SDM)) که به‌عنوان مدل‌سازی کنام بوم‌شناختی یا زیست‌محیطی (ENM)، مدل‌سازی زیستگاه، مدل‌سازی پراکندگی زیستگاه پیش‌بینی‌کننده و نقشه‌برداری دامنه پراکنش نیز شناخته می‌شود، از الگوریتم‌های رایانه‌ای برای پیش‌بینی پراکندگی یک گونه در فضا و زمان جغرافیایی استفاده می‌کند. با استفاده از داده‌های محیطی اغلب داده‌های آب و هوایی (مانند دما، بارندگی) هستند، اما می‌توانند متغیرهای دیگری مانند نوع خاک، عمق آب و پوشش زمین را شامل شوند. مدل‌سازی پراکنش گونه‌ها در چندین زمینه پژوهشی در زیست‌شناسی حفاظت، بوم‌شناسی و تکامل استفاده می‌شوند. این مدل‌ها می‌توانند برای درک چگونگی تأثیر شرایط محیطی بر وقوع یا فراوانی یک گونه و برای هدف‌های پیش‌بینی (پیش‌بینی بوم‌شناختی) استفاده شوند. پیش‌بینی‌های یک مدل‌سازی پراکنش گونه‌ها ممکن است مربوط به پراکنش آینده یک گونه در شرایط تغییر آب و هوا، پراکنش گذشته گونه به منظور ارزیابی روابط تکاملی یا پراکنش بالقوه آینده یک گونه مهاجم باشد. پیش‌بینی تناسب زیستگاه فعلی و/یا آینده می‌تواند برای کاربردهای مدیریتی مفید باشد (برای نمونه معرفی مجدد یا جابجایی گونه‌های آسیب‌پذیر، ذخیره‌سازی در پیش‌بینی تغییر آب و هوایی).